# Ipala (vulkaan)
Ipala is een stratovulkaan in het departement Jutiapa in Guatemala. De berg ligt ongeveer zeven kilometer ten zuiden van de plaats Ipala en is ongeveer 1650 meter hoog.
Op de top van de vulkaan bevindt zich een kilometer brede vulkaankrater met een kratermeer. Vulkaan Ipala maakt deel uit van een cluster van kleine stratovulkanen en sintelkegels in het zuidoosten van Guatemala. Ongeveer 12 kilometer naar het zuiden ligt de Laguna de Obrajuelo.